# Chironomus halteratus
Chironomus halteratus är en tvåvingeart som först beskrevs av Zetterstedt 1855.  Chironomus halteratus ingår i släktet Chironomus och familjen fjädermyggor.
Artens utbredningsområde är Sverige. Inga underarter finns listade i Catalogue of Life.